# Prodám šéfa zn. spěchá
Prodám šéfa zn. spěchá (v anglickém originále Fast Track) je americký romantický film z roku 2006. Režisérem filmu je Jesse Peretz. Hlavní role ve filmu ztvárnili Zach Braff, Amanda Peet, Jason Bateman, Charles Grodin a Mia Farrow.

## Obsazení
| Zach Braff     | Tom Reilly            |
| Amanda Peet    | Sofia Kowalski-Reilly |
| Jason Bateman  | Chip Sanders          |
| Charles Grodin | Bob Kowalski          |
| Mia Farrow     | Amelia Kowalski       |
| Lucian Maisel  | Wesley                |
| Amy Poehlerová | Carol Lane            |
| Paul Rudd      | Leon                  |
| Fred Armisen   | Manny                 |
| Donal Logue    | Don Wollebin          |
| Amy Adams      | Abby March            |
| Marin Hinkle   | Karen                 |